# Корисні копалини Литви
Корисні копалини Литви. 
На території Литви відомі численні родовища торфу, нерудних будматеріалів (вапняків, доломіту, глин, пісків), що мають промислове значення, а також дрібні родовища нафти. 

## Окремі види корисних копалин
Нафта і газ. Перспективні райони видобутку нафти і природного газу — Західна Литва і литовський шельф Балтійського моря. Запаси нафти в країні оцінені в 46 млн т, прогнозні — близько 60 млн т. Родовища нафти пов'язані з невеликими брахіантикліналями в середньокембрійських відкладах на заході Литви. Потужність нафтоносних пісковиків 17-27 м. Є нафтовияви в ордовикських і силурійських відкладах. 
Торф. Відомо близько 60 родовищ торфу (розвідані запаси 327 млн т), пов'язаних з відкладами голоцену. Найбільші: Аукштумала, Мушос-Тіряліс, Дідісіс-Тіряліс. Переважає низинний тип торфу (деревний, деревно-тростинний, гіпновий і інші). Потужність пластів торфу в середньому 3-6 м, іноді до 16,5 м. Міра розкладання 24-45%, теплота згоряння абсолютно сухого торфу 14,5-22,8 МДж/кг. 
Залізні руди. На південному сході країни є невеликі родовища залізняку. Залізні руди серпентин-магнетитового складу (вміст Fe до 60%) розкриті свердловинами в кристалічному фундаменті на глибині понад 260 м (Південна Литва) і приурочені до зон розломів північно-східного простягання.
Нерудні будівельні матеріали. Розвідані запаси вапняків становлять близько 280 млн т (в т. ч. придатних для вапнякового борошна 85 млн т). Родовища вапняків (Карпенай, Мянчяй) розташовані на північному заході в зоні виклинювання верхньопермських відкладів. Потужність пласта тонкокристалічних і доломітизованих вапняків 7-27 м. 
Родовища доломіту (Пятрашюнай, Кловайняй, Скайстгіріс) приурочені до зони виходів верхньодевонських відкладів на півночі Литви. Потужність пластів доломіту 5-11 м. Родовища цементних глин (Шальтішкяй), пов'язані з локальними пониженнями, заповненими нижньотріасовими відкладами. Промисловий пласт потужністю до 50 м. 
На території Литви виявлено понад 40 родовищ цегельних глин (запаси 70 млн м³; найбільші родовища: Даугеляй, Таураге, Дісна), і 4 родовища керамзитових глин (12 млн м³, найбільше — Крунай, які пов'язані з четвертинними озерно-льодовиковими відкладами. Поклади пласті або лінзові, складені щільними жирними стрічковими глинами (кл. -0,005 мм  до 88%). Родовища будівельних пісків приурочені до четвертинних відкладів (запаси 77 млн м³ на 15 родовищах) пов'язані з відкладами континентальних дюн, флювіогляціальних дельт (Нямакщяй) і флювіогляціальних терас (Пагіряй), скляних пісків (9 млн т) — з озерно-алювіальними неогеновими відкладами (Анікщяй). 
Розвідано 385 піщано-гравійних родовищ (запаси 407,5 млн м³). Найбільші родовища (запаси понад 20 млн м³) приурочені до відкладів флювіогляціальних дельт (Кальненай), терас (Різгоніс) і зандр (Серапінішкес). 
На території Литви є також родовища крейди, мергелю і опоки. У Північній Литві виявлені родовища гіпсу (верхньодевонські відклади, середня потужність пласта 1,1-1,7 м), гіпсу і ангідриту (верхня перм на півдні Литви, потужність 40-50 м). Їх запаси оцінюють в сотні млн т. У північній частині затоки Куршю-Марьос на глибині 10-15 м виявлено перспективний янтароносний шар потужністю 3 м.